# プシュポートカター
プシュポートカター（梵: पुष्पोत्कटा, Puṣpotkaṭā）は、インド神話に登場するラークシャサの女性（ラークシャシー）である。叙事詩『マハーバーラタ』によると、プシュポートカターは富の神クヴェーラがラークシャサの都ランカーの支配者として君臨していた頃、クヴェーラ神によって彼の父であるヴィシュラヴァスに、ラーカー、マリーニーとともに侍女として与えられた。侍女となった3人はそれぞれヴィシュラヴァスとの間に子を生んだ。プシュポートカターは後にラークシャサの王となるラーヴァナとクムバカルナを、ラーカーはカラとシュールパナカーを、マリーニーはヴィビーシャナを生んだ。
『ラーマーヤナ』では、ヴィシュラヴァスの妻と結婚してラーヴァナとその兄弟たちの母となったラークシャシーの名はカイカシーとなっている。